# Dephomys defua
Dephomys defua is een knaagdier uit het geslacht Dephomys dat voorkomt op Mont Nimba (Guinee) en in Sierra Leone, Liberia, Ivoorkust en Ghana. Deze soort komt algemeen, maar slechts in enkele habitats voor.